# BulmaGés
BulmaGés es un programa de computador que tiene como finalidad fomentar el uso de software libre en el mundo empresarial aportando un completo programa informático de contabilidad y gestión. Nació como proyecto de la asociación BULMA y se ha trasladado a su propia asociación llamada IGLUES. 
BulmaGés ha sido galardonado con el premio de software libre SOLICO.
El 15 de enero de 2007 BulmaGés fue incorporado oficialmente a la distribución GNU/Linux Debian, en su rama inestable. Listado de paquetes en esta versión.
El programa también consiguió ser añadido versión estable de Ubuntu (7.10, Gutsy). Listado de paquetes en esta versión.
Sin embargo, a falta de tiempo de los empaquetadores y desarrolladores actualmente no existen paquetes oficiales en los repositorios de dichas distribuciones.
A día de hoy, tan solo GNUinOS dispone de paquetes actualizados de BulmaGés en sus repositorios.

## Presentación del programa
Se identifican claramente cuatro áreas que en las que el software debe actuar:
- Facturación y Contabilidad - BulmaFact
- Terminal Punto de Venta - BulmaTPV
- Configurador gráfico de bases de datos, usuarios y permisos - BulmaSetup

En la actualidad, las aplicaciones de contabilidad (BulmaCont) y de facturación (BulmaFact) han sido fusionadas y se encuentran en fase operativa.
También se han desarrollado herramientas para la sincronización y traspaso de datos con otros programas de gestión (Galopin, Contaplus, etc).

## Soporte comercial
El sistema Bulmagés está soportado actualmente por diversas empresas que ofrecen servicios de instalación, configuración, actualizaciones, soporte de usuario y demás servicios asociados a este software. La importancia del soporte comercial es vital para que la finalidad de este Software Libre llegue realmente al público objetivo: Las PYMES (Pequeñas y Medianas Empresas).